# 바람둥이 길들이기 (1978년 영화)
바람둥이 길들이기(Goin' South)는 미국에서 제작된 잭 니콜슨 감독의 1978년 코미디, 서부 영화이다. 잭 니콜슨 등이 주연으로 출연하였고 해리 기티스 등이 제작에 참여하였다.

## 출연

### 주연
- 잭 니콜슨
- 메리 스틴버겐

### 조연
- 크리스토퍼 로이드
- 존 벨루시
- 베로니카 카트라이트
- 리차드 브래드포드
- 제프 모리스
- 대니 드비토

## 제작진
- 미술: 토비 카 라펄슨
- 의상: 윌리암 웨어 디스